# Prigioniero della mia libertà (film)
Prigioniero della mia libertà  è un film italiano del 2016 diretto da Rosario Errico.

## Trama
Alejandro Torres, giovane architetto, vive una vita tranquilla con la sua famiglia fino al giorno in cui viene ingiustamente arrestato. Traumatizzato dall'errore giudiziario e alla disperata ricerca della verità, metterà in atto la sua “vendetta” verso coloro che gli hanno sconvolto la vita.